# Årås (naturreservat)
Årås är ett naturreservat i Ulricehamns kommun i Västra Götalands län.
Området är naturskyddat sedan 2014 och är 31 hektar stort. Reservatet består av två delar omkring Årås säteri, den södra vid norra stranden av sjön Jogen och invid Tidan, den norra vid sydvästra stranden av sjön Vållern. Reservatet består av lövskog och betesmarker.
I anslutning till reservatet ligger Årås säteri och kvarn.